# Şehrazat
Şehrazat Söylemezoğlu, egentligen Şehrazat Kemali Söylemezoğlu, mest känd som Şehrazat, född 3 september 1952 i Ankara, är en turkisk sångare och låtskrivare av osmansk härkomst. Hennes mamma Sevinç Tevs var också den första turkisk jazzsångerska, medan hennes pappa S. Siham Kemali Söylemezoğlu var en gruvmagnat och miljardä som är född i en adlig familj. Hon är brorsdotter till Hennes Kejserliga Höghet Prinsessan Perizad Söylemezoğlu-Osmanoğlu (senare Söylemezoğlu-Perin).

## Karriär
Söylemezoğlu är med sina tusental kompositioner en av Turkiets största och mest framgångsrika artister. Hon har deltagit i ett flertal musiktävlingar och festivaler inte bara i Turkiet men även i grannländer. Hon började sjunga år 1966 i Beirut, Libanon. Hennes debutskiva kom 1967. Hennes första låt İki Gölge kom 1968 och blev en stor succé. Hon gjorde även framträdanden i musiktävlingar. 2002 gav hon ut samlingsskivan Bak Bir Varmış Bir Yokmuş: 60'lı ve 70'li Yılların Orijinal Kayıtları.

## Diskografi
- 1968 – İki Gölge
- 1968 – Dün Gece
- 1969 – Beni Unutma
- 1969 – İmkânsız Aşk
- 1973 – Kelebek
- 1974 – Dili Dost, Kalbi Düşman
- 1974 – Söz Sevgilim, Söz
- 1975 – Kolkola
- 1976 – Ne Kapımı Çalan Var
- 1978 – Nerede Olsan
- 1980 – Sevemedim Karagözlüm[1]
- 1980 – Hürüm Artık
- 1980 – Bahşiş
- 1980 – Seni Sevmiştim
- 1981 – Sevdim Genç Bir Adamı
- 1981 – Kendim Ettim, Kendim Buldum (Eyvah)
- 1981 – Yanında
- 1981 – Aşk Bir Kumarsa
- 1981 – Kulakların Çınlasın
- 1981 – Lay la, Lay la (Yaşamaya Bak Sen)
- 2002 – Bak Bir Varmış Bir Yokmuş: 60'lı ve 70'li Yılların Orijinal Kayıtları
- 2007 – Our Golden Songs
- 2008 – Çınar Vol. I